# Six Degrees of Inner Turbulence
| Оценки критиков | Оценки критиков |
| Источник        | Оценка          |
| --------------- | --------------- |
| AllMusic        | [ 3 ]           |
| Classic Rock    | [ 4 ]           |

Six Degrees Of Inner Turbulence (с англ. — «Шесть степеней внутреннего волнения») — шестой студийный альбом группы Dream Theater в стиле прогрессивного метала, выпущенный 29 января 2002 года на лейбле Elektra Records. Занял 46-е место в американском чарте Billboard 200.

## Об альбоме

### Запись и релиз
Запись альбома Six Degrees Of Inner Turbulence началась 12 марта 2001 года и была закончена уже к августу. Процесс создания альбома проходил в Нью-Йоркской студии BearTracks Studios в США. 29 января 2002 года стал вторым релизом на лейбле Elektra Records после Metropolis Pt. 2: Scenes from a Memory в виде двойного альбома. Майк Портной настоял на том, чтобы его разделили на два диска, так как 95 минут материала было невозможно поместить на один CD.

Я не хотел, чтобы этот вопрос становился перед нами после записи альбома. Несколько ночей я обдумывал решение для проблемы 95 минут материала. Я решил, что либо «Blind Faith», либо «Disappear» должны не войти в список композиций альбома. Но ни одна, ни другая не сократит общую длительность до 80-ти минут, поэтому единственный выход - это убрать обе песни, если заглавная не будет одной из них. Это была бы ужасная загадка, но, к счастью, нам не потребовалось поднимать этот вопрос.
Оригинальный текст (англ.)
That's a question I didn't want to have to come up with an answer for when we finished the record. I did lay awake a few nights pondering that thought, and the problem was that we had 95 minutes of music. I think off the top of my head that Blind Faith or Disappear would have been the first to go. But either of them by themselves would still not be enough to bring the album down to 80 minutes, so we would have been stuck in the position of having to cut *two* songs if Six Degrees wasn't one of them. It would have been a horrible puzzle to try to figure out, and I'm glad that I didn't have to come up with a solution to that one.
Майк Портной

Six Degrees Of Inner Turbulence долгое время являлся единственным двойным студийным альбомом в творчестве группы и самым продолжительным альбомом по времени (96:13) до момента выпуска альбома The Astonishing (2016), хотя содержит всего шесть треков — наименьшее количество композиций в треклисте альбома, которое позже было повторено в альбоме Black Clouds & Silver Linings.

### Концепция
Общая идея альбома — это обзор наиболее частых проблем в жизни человека. В первых пяти композициях первого диска рассматриваются такие как алкоголизм, потеря веры, самоизоляция и смерть. Второй диск содержит 42-минутную композицию, повествующую о психических расстройствах людей, жизни самих страдающих с отклонениями и отношении общества к больным. Композиция впоследствии была разделена на восемь частей для облегчения восприятия, хотя Портной первоначально был против этого. Каждая из восьми частей повествует об определённом человеке, страдающим психическим расстройством. Также композиции сведены так, что переходят из одной в другую без ярко выраженных пауз.

## Композиции

### The Glass Prison
Музыка: Джон Петруччи, Джон Маенг, Джордан Рудесс, Майк Портной 

Текст: Майк Портной 

Длительность: 13:52 

«The Glass Prison» (с англ. — «Стеклянная тюрьма») открывает альбом звуком фонографа, которым заканчивался предыдущий Metropolis Pt. 2: Scenes from a Memory и рассказывает об алкогольной и наркотической зависимости Майка Портного. Является первой из пяти композиций в сюите «Twelve-Step Suite», которую открывают первые три из двенадцати частей — «шагов на пути к излечению от зависимости». Композиция состоит из трёх частей: «Reflection» (с англ. — «Отражение»), «Restoration» (с англ. — «Восстановление»), «Revelation» (с англ. — «Открытие»), и заканчивается риффом, с которого будет начинаться следующая композиция сюиты «This Dying Soul».

### Blind Faith
Музыка: Петруччи, Маенг, Рудесс, Портной 

Текст: Джеймс ЛаБри 

Длительность: 10:21 

«Blind Faith» (с англ. — «Слепая вера») повествует о человеке, который чувствует, что постепенно теряет веру в Бога, наблюдая за тем беспорядком, который творится в мире. Но несмотря на это у него остаётся надежда на то, что его вера не напрасна.

### Misunderstood
Музыка: Петруччи, Маенг, Рудесс, Портной 

Текст: Джон Петруччи 

Длительность: 9:32 

«Misunderstood» (с англ. — «Непонятый») рассказывает о человеке, который постепенно прогибается под влиянием окружающего мира.. Примечательно также то, что гитарное соло в инструментальной секции повторяется в обратной последовательности.

### The Great Debate
Музыка: Петруччи, Маенг, Рудесс, Портной 

Текст: Петруччи 

Длительность: 13:45 

«The Great Debate» (с англ. — «Большой спор») — композиция, текст которой относится к политике, о рассуждениях человека, который мотивирует людей «повернуться к свету», чтобы избежать войны, но сам понимает, что люди «зашли слишком далеко». На это также ссылается оригинальное название композиции «Conflict at Ground Zero» (с англ. — «Конфликт в Ground Zero»), которое впоследствии было изменено из-за террористических актов 11 сентября 2001 года.

### Disappear
Музыка: Петруччи, Маенг, Рудесс, Портной 

Текст: ЛаБри 

Длительность: 6:45 

«Disappear» (с англ. — «Исчезновение») — песня о человеке, впавшем в депрессию, но который впоследствии решает, что надо продолжать жить дальше. На это также ссылается оригинальное название композиции «Move On» (букв. с англ. — «Двигайся дальше»). Оно упоминалось в первых студийных превью-клипов для Electra Records.. Композиция закрывает первый CD альбома.

### Six Degrees of Inner Turbulence
Музыка: Петруччи, Маенг, Рудесс, Портной 

Текст: Петруччи, Портной 

Длительность: 42:04 

«Six Degrees of Inner Turbulence» (с англ. — «Шесть степеней внутреннего волнения») открывает второй CD альбома и рассказывает о страданиях людей с психическими расстройствами такими как биполярное аффективное расстройство, посттравматическое стрессовое расстройство, шизофрения, послеродовая депрессия, аутизм и диссоциация, их восприятии мира и отношения общества к больным. Композицию открывает увертюра, написанная Джорданом Рудессом. Примечательно также то, что в выступлениях тура «World Tourbulence» в поддержку альбома первая часть проигрывалась в виде фонограммы только партии оркестра, а в DVD и концертном альбоме «Score» была исполнена настоящим симфоническим оркестром «Octavarium Orchestra». Заканчивается композиция частью «Grand Finale», смежной с «Losing Time», которая содержит строки из всех предыдущих, подводит итоги альбома и ударом в гонг завершает альбом, оставляя угасающий клавишный звук оркестра. Именно этим аккордом, только в обратном порядке, начинается первая композиция «As I Am» следующего альбома «Train of Thought».

## Список композиций
Вся музыка написана Джоном Петруччи, Джоном Маенгом, Джорданом Рудессом, Майком Портным.
| №                   | Название                                                               | Текст песни         | Длительность         |
| ------------------- | ---------------------------------------------------------------------- | ------------------- | -------------------- |
| 1.                  | «The Glass Prison» I. «Reflection» II. «Restoration» III. «Revelation» | Майк Портной        | 13:52 5:54 3:44 4:14 |
| 2.                  | «Blind Faith»                                                          | Джеймс ЛаБри        | 10:21                |
| 3.                  | «Misunderstood»                                                        | Джон Петруччи       | 9:32                 |
| 4.                  | «The Great Debate»                                                     | Петруччи            | 13:45                |
| 5.                  | «Disappear»                                                            | ЛаБри               | 6:45                 |
| Общая длительность: | Общая длительность:                                                    | Общая длительность: | 54:11                |

| №                   | Название | Текст песни                                                | Длительность                                  |
| ------------------- | --- | ---------------------------------------------------------- | --------------------------------------------- |
| 6.                  | «Six Degrees of Inner Turbulence» I. «Overture» II. «About to Crash» III. «War Inside My Head» IV. «The Test That Stumped Them All» V. «Goodnight Kiss» VI. «Solitary Shell» VII. «About to Crash (Reprise)» VIII. «Losing Time»/«Grand Finale» | Петруччи, Портной (инструментал) Петруччи Портной Петруччи | 42:04 6:50 5:51 2:08 5:03 6:17 5:48 4:05 6:01 |
| Общая длительность: | Общая длительность: | Общая длительность:                                        | 42:04                                         |

## Участники записи
- Джеймс ЛаБри — вокал
- Джон Маянг — бас-гитара
- Джон Петруччи — гитара, бэк-вокал
- Майк Портной — ударные, бэк-вокал
- Джордан Рудесс — клавишные